# Исмаилов, Сыдык
Сыдык Исмаилов (1911—1974) — младший лейтенант Советской Армии, участник Великой Отечественной войны, Герой Советского Союза (1943).

## Биография
Сыдык Исмаилов родился 15 ноября 1911 года в селе Темирлановка (ныне — Ордабасинский район Южно-Казахстанской области Казахстана). Происходит из рода жаныс племени дулат После окончания трёх курсов рабфака работал начальником нотариального отдела. В 1933—1935 годах проходил службу в Рабоче-крестьянской Красной Армии. В декабре 1941 года Исмаилов повторно был призван в армию и направлен на фронт Великой Отечественной войны. Принимал участие в боях на Южном, Сталинградском, 4-м и 3-м Украинских, 1-м Белорусском фронтах. К октябрю 1943 года старший сержант Сыдык Исмаилов командовал орудием 429-го истребительно-противотанкового артиллерийского полка 8-й истребительно-противотанковой артиллерийской бригады 51-й армии Южного фронта. Отличился во время освобождения Мелитополя.
15 октября 1943 года в боях на улицах Мелитополя расчёт Исмаилова уничтожил 2 танка «Тигр» и ещё 1 подбил. Также Исмаилов лично гранатой уничтожил 5 немецких солдат. Действия расчёта способствовали успешному удержанию занятых позиций и освобождению города.
Указом Президиума Верховного Совета СССР от 1 ноября 1943 года за «образцовое выполнение боевых заданий командования по прорыву укрепленной полосы немцев и освобождению города Мелитополь и проявленные при этом отвагу и геройство» старший сержант Сыдык Исмаилов был удостоен высокого звания Героя Советского Союза с вручением ордена Ленина и медали «Золотая Звезда».
В дальнейшем Исмаилов участвовал в освобождении Украинской ССР и Польши. В 1945 году он окончил курсы младших лейтенантов. Конец войны Исмаилов встретил в Берлине. Всего за время своего участия в боевых действиях он уничтожил 7 танков, 2 САУ «Фердинанд», около 300 немецких солдат и офицеров. В 1946 году в звании младшего лейтенанта Исмаилов был уволен в запас. Вернулся в Казахскую ССР. В 1948 году Исмаилов окончил партийную школу при ЦК КП Казахской ССР, после чего находился на советской и профсоюзной работе в Бугунском и Сарыагашском районах Чимкентской области. Скончался 7 февраля 1974 года, похоронен в Сарыагаше.
Был также награждён орденами Красного Знамени и Отечественной войны 1-й степени, рядом медалей.
В честь Исмаилова названа улица в Сарыагаше.